# Poole (Nebraska)
Poole è un census-designated place (CDP) degli Stati Uniti d'America, situato nello stato del Nebraska, nella contea di Buffalo.